# والتم (مینه‌سوتا)
والتم، مینه‌سوتا (به انگلیسی: Waltham, Minnesota) یک شهر در ایالات متحده آمریکا است که در شهرستان مور، مینه‌سوتا واقع شده‌است.

## خصوصیات
والتم ۱٫۱۹ کیلومترمربع مساحت و ۱۵۱ نفر جمعیت دارد و ۴۰۳ متر بالاتر از سطح دریا واقع شده‌است.